# Torneo Regional 1980
El Torneo Regional 1980 fue la decimocuarta edición de este torneo, organizado por el Consejo Federal de la Asociación del Fútbol Argentino. Su objetivo era clasificar 3 equipos para disputar el Campeonato Nacional 1980, pero al final del torneo se agregó un cuarto clasificado.

## Incorporados y relegados
| Pos. | Clasificados del Regional 1979 |
| ---- | ------------------------------ |

| Relegados del Nacional 1979 |
| --------------------------- |

| Incorporados de las ligas regionales                                   |
| ---------------------------------------------------------------------- |
| Setenta (70) equipos ganadores de las plazas de sus ligas respectivas. |

## Sistema de disputa
Los participantes fueron divididos en ocho grupos, siendo distribuidos geográficamente:
- Grupo 1: Fueron divididos en dos zonas de 6 equipos y una de 5, donde el ganador de cada zona accedió a la zona final; y el ganador avanzó a la fase final. En todas las zonas se enfrentaron bajo el sistema de todos contra todos a 2 ruedas.
- Grupo 2: Fueron divididos en dos zonas de 4 equipos, los dos ganadores se enfrentaron entre sí a 2 partidos, donde el ganador avanzó a la fase final. En cada zona se enfrentaron bajo el sistema de todos contra todos a 2 ruedas.
- Grupo 3: Los 6 equipos se enfrentaron bajo el sistema de todos contra todos a 2 ruedas. El ganador avanzó a la fase final.
- Grupo 4: Los 5 equipos se enfrentaron bajo el sistema de todos contra todos a 2 ruedas. El ganador avanzó a la fase final.
- Grupo 5: Los 5 equipos se enfrentaron bajo el sistema de todos contra todos a 2 ruedas. El ganador avanzó a la fase final.
- Grupo 6: Fueron divididos en dos zonas de 4 equipos, los dos ganadores se enfrentaron entre sí a 2 partidos, donde el ganador avanzó a la fase final. En cada zona se enfrentaron bajo el sistema de todos contra todos a 2 ruedas.
- Grupo 7: Fueron divididos en tres zonas de 5 equipos, donde el ganador de cada zona accedió a la zona final; y el ganador avanzó a la fase final. En todas las zonas se enfrentaron bajo el sistema de todos contra todos a 2 ruedas.
- Grupo 8: Los 6 equipos se enfrentaron bajo el sistema de todos contra todos a 2 ruedas. El ganador avanzó a la fase final.

En la fase final, se enfrentaron a eliminación directa a 2 partidos, donde se definieron a 2 clasificados al Campeonato Nacional. Los perdedores de las semifinales y finales avanzaron a una fase extra para definir a un tercer clasificado; y finalmente los perdedores de esta instancia disputaron bajo el sistema de todos contra todos a 2 ruedas la cuarta y última clasificación.

## Fase final

### Cuadro de desarrollo
|  | Semifinales | Semifinales             | Semifinales             | Semifinales             |   |            | Final      | Final | Final | Final |  |
|  |             |                         |                         |                         |   |            |            |       |       |       |  |
|  |             |                         |                         |                         |   |            |            |       |       |       |  |
|  | 2           | Cipolletti              | 2                       | 1                       |   |            |            |       |       |       |  |
|  | 2           | Cipolletti              | 2                       | 1                       |   |            |            |       |       |       |  |
|  | 1           | Estudiantes (O)         | 2                       | 0                       |   |            |            |       |       |       |  |
|  | 1           | Estudiantes (O)         | 2                       | 0                       |   | Cipolletti | Cipolletti | 0     | 1     |       |  |
|  |             |                         |                         |                         |   | Cipolletti | Cipolletti | 0     | 1     |       |  |
|  |             |                         | Independiente Rivadavia | Independiente Rivadavia | 3 | 0          |            |       |       |       |  |
|  | 4           | Andino                  | Independiente Rivadavia | Independiente Rivadavia | 3 | 0          | 0          | 0     |       |       |  |
|  | 4           | Andino                  |                         |                         |   |            | 0          | 0     |       |       |  |
|  | 3           | Independiente Rivadavia | 4                       | 0                       |   |            |            |       |       |       |  |
|  | 3           | Independiente Rivadavia | 4                       | 0                       |   |            |            |       |       |       |  |
|  |             |                         |                         |                         |   |            |            |       |       |       |  |

|  | Independiente Rivadavia clasificó al Nacional 1980. |

|  | Semifinales | Semifinales            | Semifinales    | Semifinales    |   |                  | Final            | Final | Final | Final |  |
|  |             |                        |                |                |   |                  |                  |       |       |       |  |
|  |             |                        |                |                |   |                  |                  |       |       |       |  |
|  | 6           | Mitre (GB)             | 0              | 0              |   |                  |                  |       |       |       |  |
|  | 6           | Mitre (GB)             | 0              | 0              |   |                  |                  |       |       |       |  |
|  | 5           | Concepción (BRS)       | 0              | 1              |   |                  |                  |       |       |       |  |
|  | 5           | Concepción (BRS)       | 0              | 1              |   | Concepción (BRS) | Concepción (BRS) | 1     | 0     |       |  |
|  |             |                        |                |                |   | Concepción (BRS) | Concepción (BRS) | 1     | 0     |       |  |
|  |             |                        | Chaco For Ever | Chaco For Ever | 1 | 2                |                  |       |       |       |  |
|  | 8           | Guaraní Antonio Franco | Chaco For Ever | Chaco For Ever | 1 | 2                | 0                | 2     |       |       |  |
|  | 8           | Guaraní Antonio Franco |                |                |   |                  | 0                | 2     |       |       |  |
|  | 7           | Chaco For Ever         | 6              | 2              |   |                  |                  |       |       |       |  |
|  | 7           | Chaco For Ever         | 6              | 2              |   |                  |                  |       |       |       |  |
|  |             |                        |                |                |   |                  |                  |       |       |       |  |

|  | Chaco For Ever clasificó al Nacional 1980. |

## Fase extra

### Cuadro de desarrollo
|  | Cuartos de final       | Cuartos de final | Cuartos de final |   |                        | Semifinales | Semifinales      | Semifinales |   |  | Final | Final | Final |  |
|  |                        |                  |                  |   |                        |             |                  |             |   |  |       |       |       |  |
|  |                        |                  |                  |   |                        |             |                  |             |   |  |       |       |       |  |
|  | Estudiantes (O)        | 1                | 1                |   |                        |             |                  |             |   |  |       |       |       |  |
|  | Estudiantes (O)        | 1                | 1                |   |                        |             |                  |             |   |  |       |       |       |  |
|  | Andino                 | 3                | 1                |   |                        |             |                  |             |   |  |       |       |       |  |
|  | Andino                 | 3                | 1                |   | Andino                 | 2           | 1                |             |   |  |       |       |       |  |
|  |                        |                  |                  |   | Andino                 | 2           | 1                |             |   |  |       |       |       |  |
|  |                        |                  | Concepción (BRS) | 6 | 0                      |             |                  |             |   |  |       |       |       |  |
|  |                        |                  | Concepción (BRS) | 6 | 0                      |             |                  |             |   |  |       |       |       |  |
|  |                        |                  |                  |   |                        |             |                  |             |   |  |       |       |       |  |
|  |                        |                  |                  |   |                        |             |                  |             |   |  |       |       |       |  |
|  |                        |                  |                  |   |                        |             | Concepción (BRS) | 1           | 0 |  |       |       |       |  |
|  |                        |                  |                  |   |                        |             |                  |             | 0 |  |       |       |       |  |
|  |                        |                  | Cipolletti       | 0 | 0                      |             |                  |             |   |  |       |       |       |  |
|  | Mitre (GB)             | 1                | Cipolletti       | 0 | 0                      | 3           |                  |             |   |  |       |       |       |  |
|  | Mitre (GB)             | 1                |                  |   |                        |             |                  |             |   |  |       |       |       |  |
|  | Guaraní Antonio Franco | 3                | 1                |   |                        |             |                  |             |   |  |       |       |       |  |
|  | Guaraní Antonio Franco | 3                | 1                |   | Guaraní Antonio Franco | 1           | 0                |             |   |  |       |       |       |  |
|  |                        |                  |                  |   | Guaraní Antonio Franco | 1           | 0                |             |   |  |       |       |       |  |
|  |                        |                  | Cipolletti       | 1 | 0                      |             |                  |             |   |  |       |       |       |  |
|  |                        |                  | Cipolletti       | 1 | 0                      |             |                  |             |   |  |       |       |       |  |
|  |                        |                  |                  |   |                        |             |                  |             |   |  |       |       |       |  |
|  |                        |                  |                  |   |                        |             |                  |             |   |  |       |       |       |  |
|  |                        |                  |                  |   |                        |             |                  |             |   |  |       |       |       |  |
|  |                        |                  |                  |   |                        |             |                  |             |   |  |       |       |       |  |

|  | Concepción (BRS) clasificó al Nacional 1980. |

### Plaza adicional
| Pos. | Equipo                 | Pts. | J | G | E | P | GF | GC | DG  |
| ---- | ---------------------- | ---- | - | - | - | - | -- | -- | --- |
| 1°   | Cipolletti             | 6    | 4 | 3 | 0 | 1 | 13 | 3  | 10  |
| 2°   | Guaraní Antonio Franco | 6    | 4 | 3 | 0 | 1 | 9  | 8  | 1   |
| 3°   | Andino                 | 0    | 4 | 0 | 0 | 4 | 4  | 15 | -11 |

|  | Cipolletti clasificó al Nacional 1980. |